# Cephaloconus tenebrosus
Cephaloconus tenebrosus är en tvåvingeart som beskrevs av Walker 1861. Cephaloconus tenebrosus ingår i släktet Cephaloconus och familjen lövflugor. Inga underarter finns listade i Catalogue of Life.